# Matteo de Bonis
Matteo de Bonis, né le 26 septembre 1995 à Gaète, est un coureur cycliste italien.

## Biographie
D'abord footballeur, Matteo de Bonis passe ensuite au cyclisme à partir de l'âge de dix ans, en faisant de sorties en VTT avec son père.
En 2019, il obtient plusieurs places d'honneur sur le calendrier amateur italien. Il dispute également le Tour d'Albanie, qu'il termine à la 21e place. Il passe professionnel en 2020 dans l'équipe Vini Zabù-KTM.
Sa première course comme professionnel est le Tour Colombia 2.1 dont il prend la 127e place au classement général sur 131 classés. À cause de la pandémie de Covid-19, il ne prend part à aucune autre course sur le premier semestre. Il reprend la compétition en août, abandonnant sur la Course des raisins et la Brussels Cycling Classic. En septembre, il abandonne sur la troisième étape du Tour de Luxembourg. Il conclut la saison avec onze jours de courses à son actif.
Le 30 mars 2021, il est contrôlé positif à l'EPO et suspendu 3 ans par l'Union cycliste internationale, soit jusqu'au 29 mars 2024.

## Palmarès
- 2019
  - 3e du Trofeo SS Addolorata